# Clostridium scatologenes
Il Clostridium scatologenes è una specie di batterio appartenente alla famiglia delle Clostridiaceae.